# 1 Elizabeth
Il 1 Elizabeth è un grattacielo di Sydney in Australia.

## Storia
I lavori di costruzione dell'edificio, fatto costruire dal Gruppo Macquarie nell'ambito del progetto di rinnovamento della stazione di Martin Place e progettato dallo studio di architettura Johnson Pilton Walker, sono iniziati nel 2020 e verranno ultimati nel 2024. Il completamento dell'edificio permetterà al gruppo per la prima volta in oltre vent'anni di riunire in un solo complesso i suoi uffici, precedentemente sparsi in varie sedi nella città.

## Descrizione
L'edificio sorge nel CBD di Sydney e presenta un'altezza di 174 metri. Il grattacielo presenta una particolare forma aerodinamica.